# 伊里霍阿
伊里霍阿（/iɾiˈʃɔa̝/，伊里肖阿），是西班牙加利西亚自治区拉科鲁尼亚省的一个市镇。总面积68.6km², 总人口1361人（2017年），人口密度20人/km²。

## 图集

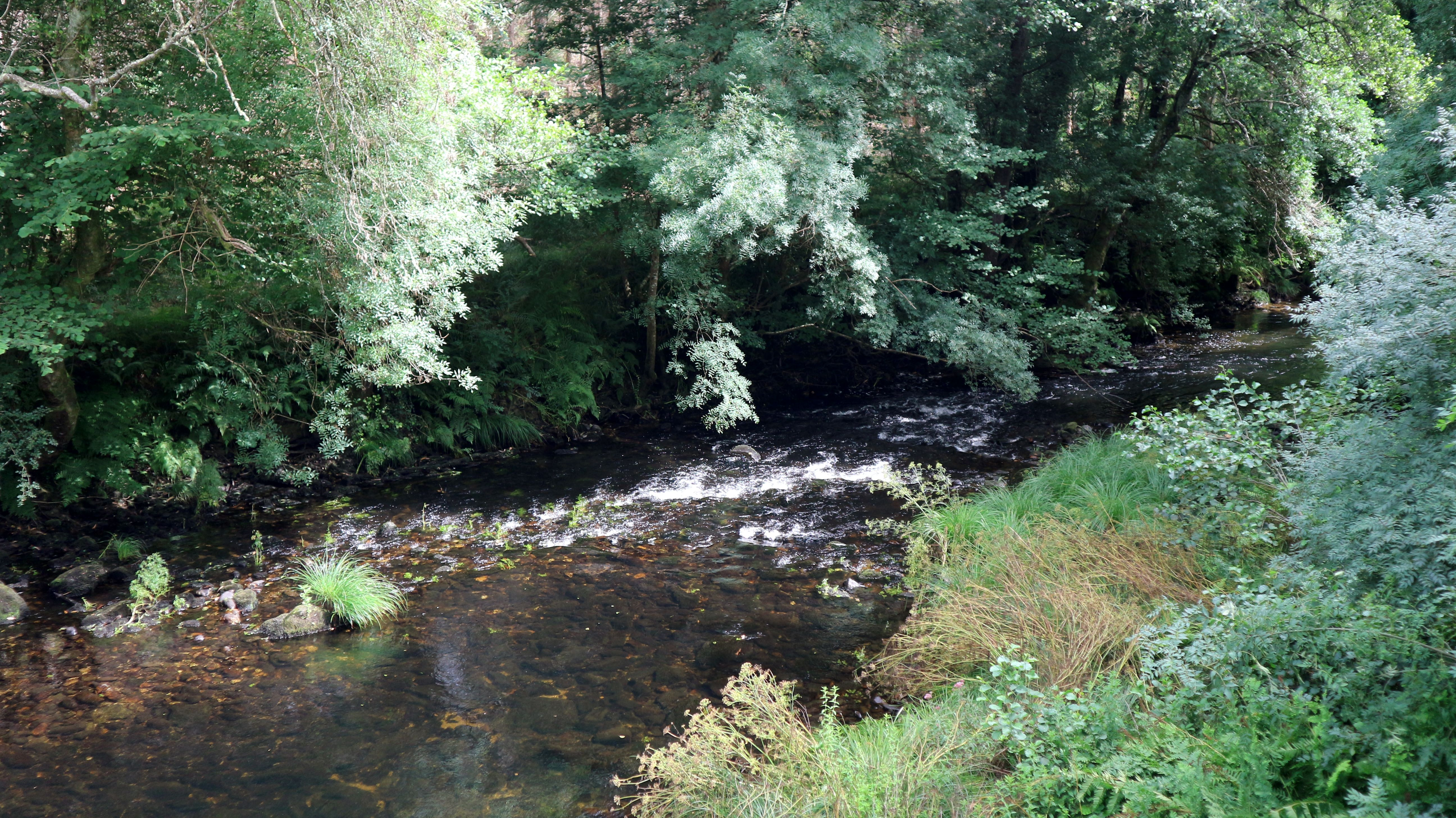
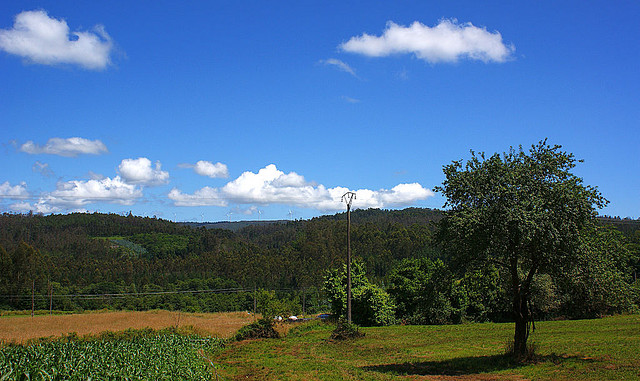
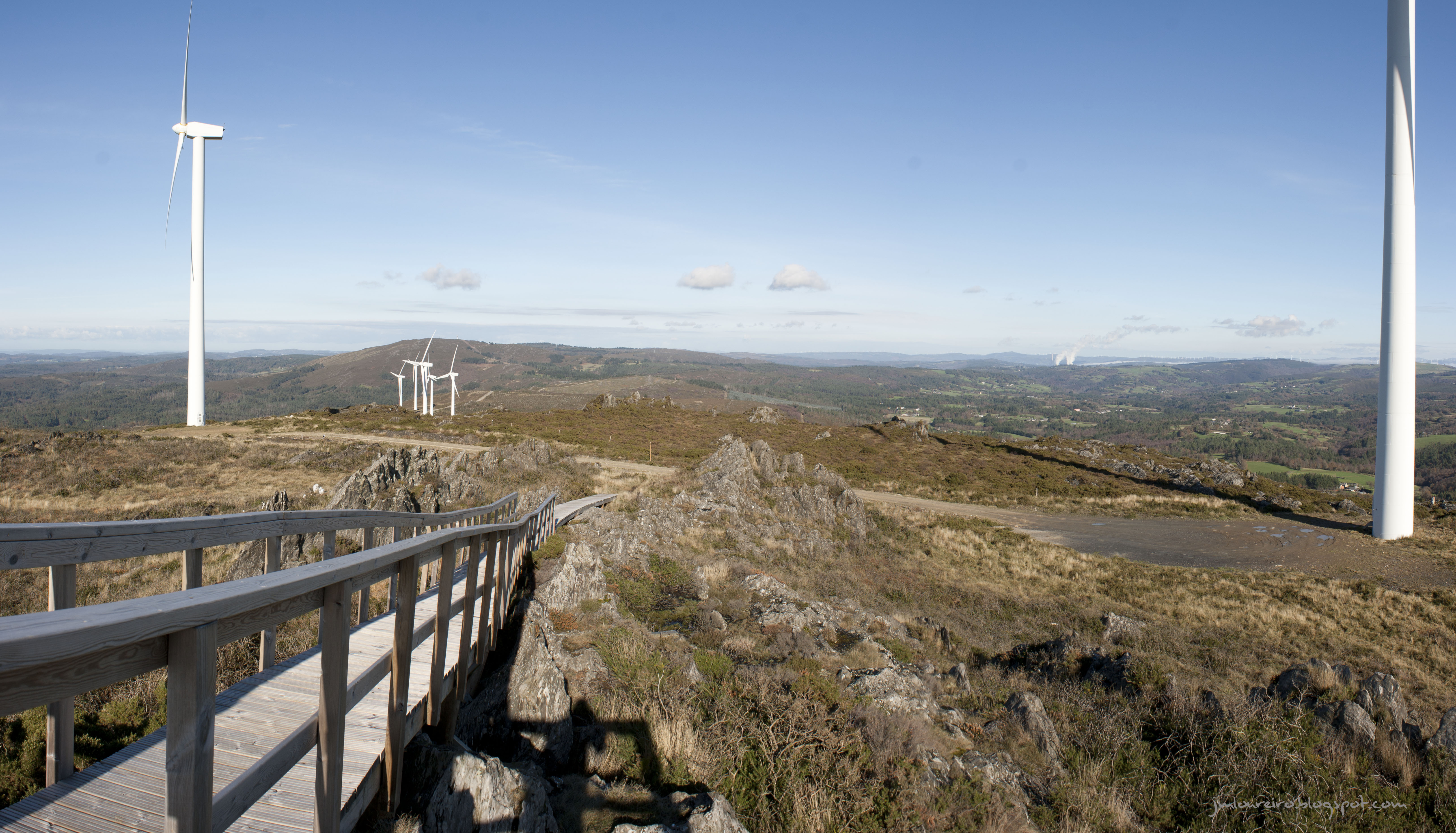

## 人口
| 伊里霍阿               |
|                        |
| 来源：西班牙国家统计局 |